# Copa de España 2015-2016 (calcio a 5)
La Copa de España 2015-2016 è stata la 27ª edizione assoluta della manifestazione e si è giocata dal 10 al 13 marzo 2016 presso il Palacio Multiusos di Guadalajara. Il torneo è stato vinto dall'Inter, giunto al nono successo nella manifestazione.

## Formula
Sono iscritte d'ufficio le società classificatesi ai primi otto posti nel girone di andata della Primera División. Il torneo si svolge con gare a eliminazione diretta di sola andata. La formula prevede che nei quarti e nelle semifinali, in caso di parità dopo i tempi regolamentari, la vittoria sia determinata direttamente dai tiri di rigore. Nella finale, in caso di parità dopo 40 minuti, si svolgono due tempi supplementari di 5 minuti ciascuno. In caso di ulteriore parità al termine degli stessi, la vincitrice è determinata mediante i tiri di rigore.

## Tabellone
Gli accoppiamenti sono stati determinati tramite sorteggio, che si è tenuto il 28 dicembre 2015 presso il teatro Buero Vallejo di Guadalajara. Barcellona e Inter, giunti primo e secondo al termine del girone di andata della Primera División, sono teste di serie e non potranno affrontarsi fino all'ipotetica finale.
|  | Quarti di finale | Quarti di finale | Quarti di finale |               |               | Semifinali    | Semifinali | Semifinali |  |  | Finale | Finale | Finale |  |
|  |                  |                  |                  |               |               |               |            |            |  |  |        |        |        |  |
|  | SC García        | SC García        | 4                |               |               |               |            |            |  |  |        |        |        |  |
|  | SC García        | SC García        | 4                |               |               |               |            |            |  |  |        |        |        |  |
|  | Burela           | Burela           | 6                |               |               |               |            |            |  |  |        |        |        |  |
|  | Burela           | Burela           | 6                |               | Burela        | Burela        | 3          |            |  |  |        |        |        |  |
|  |                  |                  |                  |               | Burela        | Burela        | 3          |            |  |  |        |        |        |  |
|  |                  |                  | Inter            | Inter         | 6             |               |            |            |  |  |        |        |        |  |
|  | Inter            | Inter            | Inter            | Inter         | 6             | 8             |            |            |  |  |        |        |        |  |
|  | Inter            | Inter            |                  |               |               |               |            |            |  |  |        |        |        |  |
|  | Palma            | Palma            | 0                |               |               |               |            |            |  |  |        |        |        |  |
|  | Palma            | Palma            | 0                |               | Inter         | Inter         | 2          |            |  |  |        |        |        |  |
|  |                  |                  |                  |               |               |               |            |            |  |  |        |        |        |  |
|  |                  |                  | ElPozo Murcia    | ElPozo Murcia | 1             |               |            |            |  |  |        |        |        |  |
|  | ElPozo Murcia    | ElPozo Murcia    | ElPozo Murcia    | ElPozo Murcia | 1             | 2             |            |            |  |  |        |        |        |  |
|  | ElPozo Murcia    | ElPozo Murcia    |                  |               |               |               |            |            |  |  |        |        |        |  |
|  | Ribera Navarra   | Ribera Navarra   | 1                |               |               |               |            |            |  |  |        |        |        |  |
|  | Ribera Navarra   | Ribera Navarra   | 1                |               | ElPozo Murcia | ElPozo Murcia | 5          |            |  |  |        |        |        |  |
|  |                  |                  |                  |               | ElPozo Murcia | ElPozo Murcia | 5          |            |  |  |        |        |        |  |
|  |                  |                  | Barcellona       | Barcellona    | 3             |               |            |            |  |  |        |        |        |  |
|  | Barcellona       | Barcellona       | Barcellona       | Barcellona    | 3             | 5             |            |            |  |  |        |        |        |  |
|  | Barcellona       | Barcellona       |                  |               |               |               |            |            |  |  |        |        |        |  |
|  | Xota             | Xota             | 2                |               |               |               |            |            |  |  |        |        |        |  |

## Risultati

### Quarti di finale
| Arbitri: | Gutiérrez Lumbreras Lope Díaz |

|                                        |           |                                                          |
| A. Fernández 13’, 39’ Salgado 16’, 35’ | Marcatori | 9’, 17’ Petry 9’ Chano 15’ Míguez 16’ Antoñito 32’ Chino |

| Arbitri: | Peña Diaz Peña Gomez |

|                                                                                |           |  |
| Rato 13’, 36’ B. Díaz 24’, 33’ Ortiz 24’ Darlan 26’ Rivillos 30’ Shiraishi 32’ | Marcatori |  |

| Arbitri: | Juan Cerda Martínez García |

|                       |           |              |
| Yepes 4’ R. Campos 6’ | Marcatori | 16’ Joselito |

| Arbitri: | Rabadán Sáinz Martínez Flores |

|                                            |           |                      |
| Lozano 12’ Bateria 14’, 15’, 34’ Wilde 20’ | Marcatori | 1’ Eseverri 24’ Usín |

### Semifinali
| Arbitri: | Juan Cerda Martínez García |

|                                |           |                                                                           |
| Chino 8’ Semedo 10’ Míguez 25’ | Marcatori | 11’ Ortiz 12’ Rato 16’ J. Herrero 20’ B. Díaz 33’ Cardinal 39’ Ricardinho |

| Arbitri: | Gutiérrez Lumbreras Lope Díaz |

|                                                               |           |                                  |
| Saad 19’ (aut.) G. Lima 24’ Bebe 27’ Miguelín 32’ Matteus 40’ | Marcatori | 16’ Tolrà 20’ Lozano 27’ Bateria |

### Finale
| Arbitri: | Peña Diaz Peña Gomez |

|                          |           |                 |
| Ortiz 21’ Ricardinho 23’ | Marcatori | 20’ (t.l.) Bebe |